# 京急600形電車 (3代)
京急600形電車（けいきゅう600がたでんしゃ）は、1994年（平成6年）3月29日に営業運転を開始した、京浜急行電鉄の通勤型電車。
本項では、特記のない限り、各種文献に倣い、京急本線上で南側を「浦賀寄り」または「浦賀方」、北側を「品川寄り」または「品川方」、東側を「海側」、西側を「山側」と呼び、文中の編成表では左側を浦賀方として記述する。また、「1000形」は1959年（昭和34年）登場の1000形 (初代)、「新1000形」は2002年（平成14年）登場の1000形 (2代)、「800形」は1978年（昭和53年）登場の800形 (2代)を指す。

## 概要
本形式は、1500形に次いで都営地下鉄浅草線乗り入れ車両である1000形の置き換えを目的として製造された。1994年から1996年の2年間にかけて8両編成8本、4両編成6本の計88両が製造された。
日本の地下鉄対応車両としては珍しいオールクロスシート車両として開発され、混雑時の収容力と閑散時の快適性の両立を狙った可動式座席を採用して製造された。当時他の関東地方の鉄道事業者は多扉や大型扉の車両をラッシュ時の運行円滑化のために導入していた時期であり、京急はクロスシート車での運行円滑化という、他社とは異なるアプローチとなったのが大きな特徴である。
初期製造車は1500形VVVFインバータ制御車と台車以外同一の機器を採用したが、後年の増備車からは編成構成の自由度を高めるために機器構成が大幅に変更され、可動式座席も廃止された。1998年（平成10年）の羽田空港開業時に設定されたエアポート快特にも運用され、同駅開業関連のポスターにも使用された。
1994年（平成6年）3月29日から自社線内専用で営業運転を開始した。都営地下鉄浅草線・京成線方面への乗り入れは同年8月22日から開始された。

## 車両概説
本項では落成時の仕様について述べ、次車毎の変更内容については後述する。

### 外観
車体はアルミ製とし、登場時の2000形と同様赤い車体に窓回りを白く塗装している。前面形状は大きな3次元曲面で構成され、車掌台側に移動したスイング式のプラグドア、上部に移った前照灯、下部に埋め込まれた尾灯・標識灯、ワイパーカバーの採用、アーマープレート、アンチクライマーの廃止など新しいスタイルとなった。このデザインは後に登場した2100形・新1000形に引き継がれた。ワイパーカバーは「イロンデルグレー」に塗装されている。窓寸法を1500形に対して上方に20 mm拡大、車体高さを同じく40 mm拡大した。800形805編成以降の京急各形式では側面種別・行先を別々の小窓に表示、一体のケースに収めていたが、本形式では1枚のガラスに納められた。尾灯・戸閉灯にはLED灯具を使用したが、経年劣化による照度低下への対応として、次形式の2100形から電球に戻されている。1500形VVVFインバータ制御車に続いて正面にはスカートが取り付けられたが、丸みを帯びた形状のものに変更されている。

### 内装

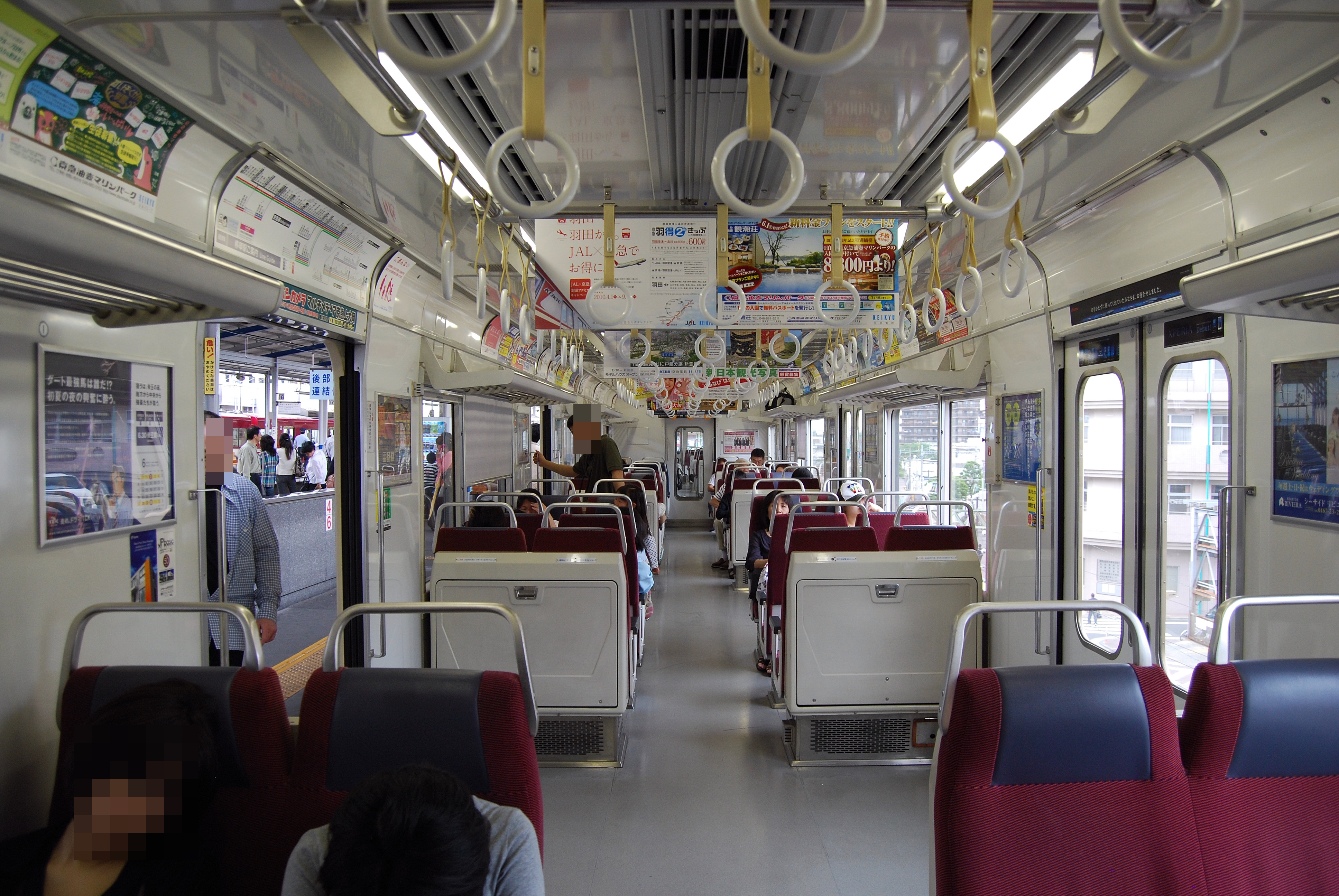
車内（4次車）

運転台と直近のドアの間に運転台側を向いた2人掛け固定座席、ドア間に4人掛けボックス席片側2組、車端部に4人掛ボックスシートが設けられた。ドア付近には運転台からの操作で一斉施錠可能な補助席が設置されている。シートピッチを広めにとっているため、補助席を使用しない場合は同じドア数のロングシート車より座席定員が少なくなる。内装は寒色系で、天井と壁面は白と薄灰色、床はグレー系、座席は薄青色である。京急の3扉車として初めて扉内側に化粧板が貼られた。1500形VVVF車と同様に床には駆動装置点検用点検蓋のみが設けられた。

#### ツイングルシート

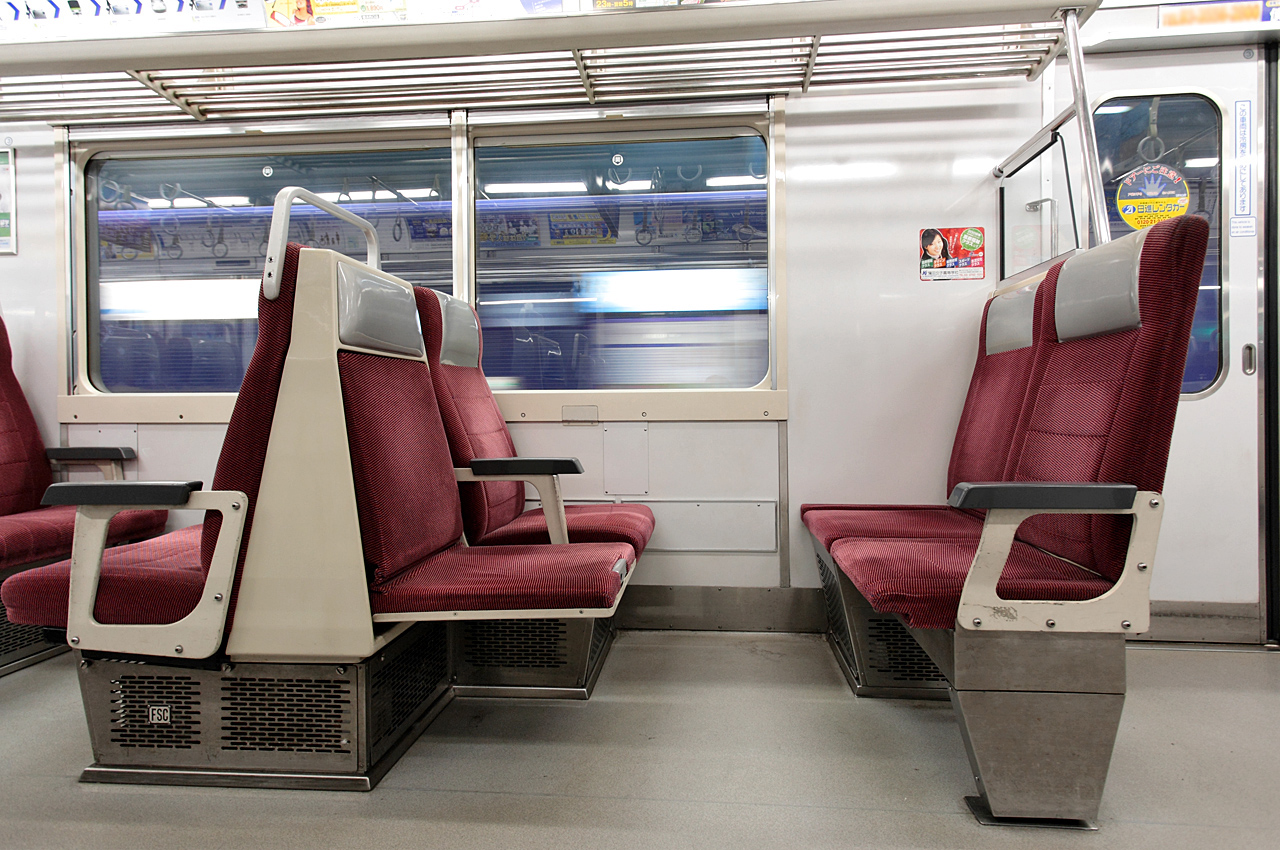
ツイングルシート

両端ドアの車体中央寄に混雑時の収容力確保のため運転台からの操作で2人掛けと1人掛けが転換する可動式座席「ツイングルシート」が採用された。「ツイングル」とは「ツイン」と「シングル」、さらには「星のきらめき」を意味する「ツインクル」をかけた造語である。これに関連して、本形式の登場当初は「ツイングル600」の愛称が与えられていた。
可動式座席には、通路側の座席を窓側の座席にかぶせるように収納するものと、ドア部補助席同様に座面を跳ね上げて背もたれに密着させるものがあり、両者は肘掛けの位置で識別できる。補助席と合わせ、1両あたり最大32人の座席定員を変えることができるが、可動式座席の収納は登場直後を除きほとんど行われなかった。
神奈川新町駅構内の京急の育成センター内にある600形シミュレータ客室内にはツイングルシートがあり、本形式のロングシート化改造が終了した後も登場時の状態をとどめている。
|                                     | 1 - 3次車 | 1 - 3次車 | 4次車  | 4次車  | ロングシート化改造車 | ロングシート化改造車 |
| 先頭車                              | 中間車    | 先頭車    | 中間車 | 先頭車 | 中間車               |                      |
| 車両定員                            | 118人     | 128人     | 118人  | 128人  | 123人                | 132人                |
| 固定座席定員                        | 34人      | 40人      | 34人   | 40人   | 41人                 | 48人                 |
| 可動椅子使用時 （ツイングルシート） | 6人       | 8人       | なし   | なし   | なし                 | なし                 |
| 補助椅子使用時                      | 14人      | 16人      | 20人   | 24人   | 4人                  | 8人                  |

### 主要機器
主電動機はKHM-1700（東洋電機製造〈以下、東洋〉製TDK6160A1または三菱電機〈以下、三菱〉製MB-5043A、出力120 kW、端子電圧1,100 V、電流84 A、周波数50 Hz、定格回転数1,455 rpm）を採用、駆動装置はTD継手式平行カルダンのKHG-800（東洋製TD282-C-M）を採用した。
主制御器は東洋製ATR-H8120-RG-627Bまたは三菱製MAP-128-15V31、GTOサイリスタ素子によるVVVFインバータ制御で、1C8M方式を採用した。台車は空気ばね車体直結式、軸梁支持、軸ダンパ付のTH-600M・Tを採用している。
パンタグラフは菱形の東洋製PT-4323S-A-MをM1cとM1に各1基、M1'に2基搭載した。
補助電源装置は東洋ブースター式SIV (SVH-85-461A-M) または三菱チョッパインバータ式SIV (NC-FAT-75A)、75 kVA。偶数号車山側に搭載している。空気圧縮機はC-1500AL レシプロ式をM2系車、Tu車の海側に搭載した。
空調装置は屋上集中式（東芝製RPU-11009および三菱製CU-71F）で、スクロール圧縮機を採用している。

## 製造時のバリエーション
太字は東急車輛製造製、太字でないものは川崎重工業製。また、斜体は変更点のある車両もしくはその変更点。「CS」は主制御器、「MM」は主電動機、「SIV」はSIVの製造者を示す。以下各製造時で同じ。
以下の編成表は、全て左側が浦賀・三崎口方面、右側が品川方面。

### 1次車
| デハ600 | デハ600 | サハ600 | サハ600 | デハ600 | デハ600 | デハ600 | デハ600 |      |      |      |        |           |
| M1c     | M2      | Tu      | Ts      | M1'     | M2'     | M1      | M2c     | CS   | MM   | SIV  | 冷房機 | 製造年月  |
| 601-1   | 601-2   | 601-3   | 601-4   | 601-5   | 601-6   | 601-7   | 601-8   | 東洋 | 東洋 | 東洋 | 三菱   | 1994年3月 |
| 602-1   | 602-2   | 602-3   | 602-4   | 602-5   | 602-6   | 602-7   | 602-8   | 三菱 | 三菱 | 三菱 | 三菱   | 1994年3月 |

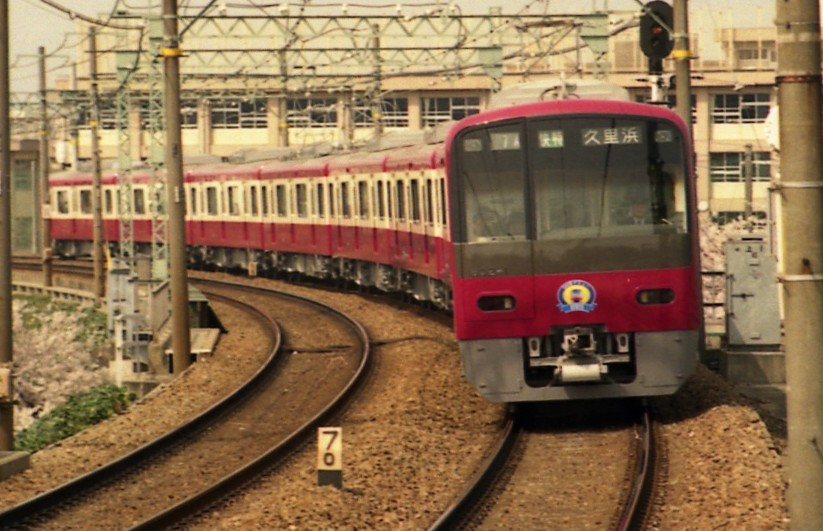
1次車 602編成（登場時の塗色 1994年4月 新大津駅）

600形として最初に登場したグループ。登場からしばらくはツイングルシートをPRするヘッドマークを装着して運転された。

### 2次車
| M1c   | M2    | Tu    | Ts    | M1'   | M2'   | M1    | M2c   | CS   | MM   | SIV  | 冷房機 | 製造年月  |
| 603-1 | 603-2 | 603-3 | 603-4 | 603-5 | 603-6 | 603-7 | 603-8 | 東洋 | 東洋 | 東洋 | 東芝   | 1995年3月 |
| 604-1 | 604-2 | 604-3 | 604-4 | 604-5 | 604-6 | 604-7 | 604-8 | 三菱 | 三菱 | 三菱 | 三菱   | 1995年3月 |
| 605-1 | 605-2 | 605-3 | 605-4 | 605-5 | 605-6 | 605-7 | 605-8 | 東洋 | 三菱 | 三菱 | 三菱   | 1995年3月 |

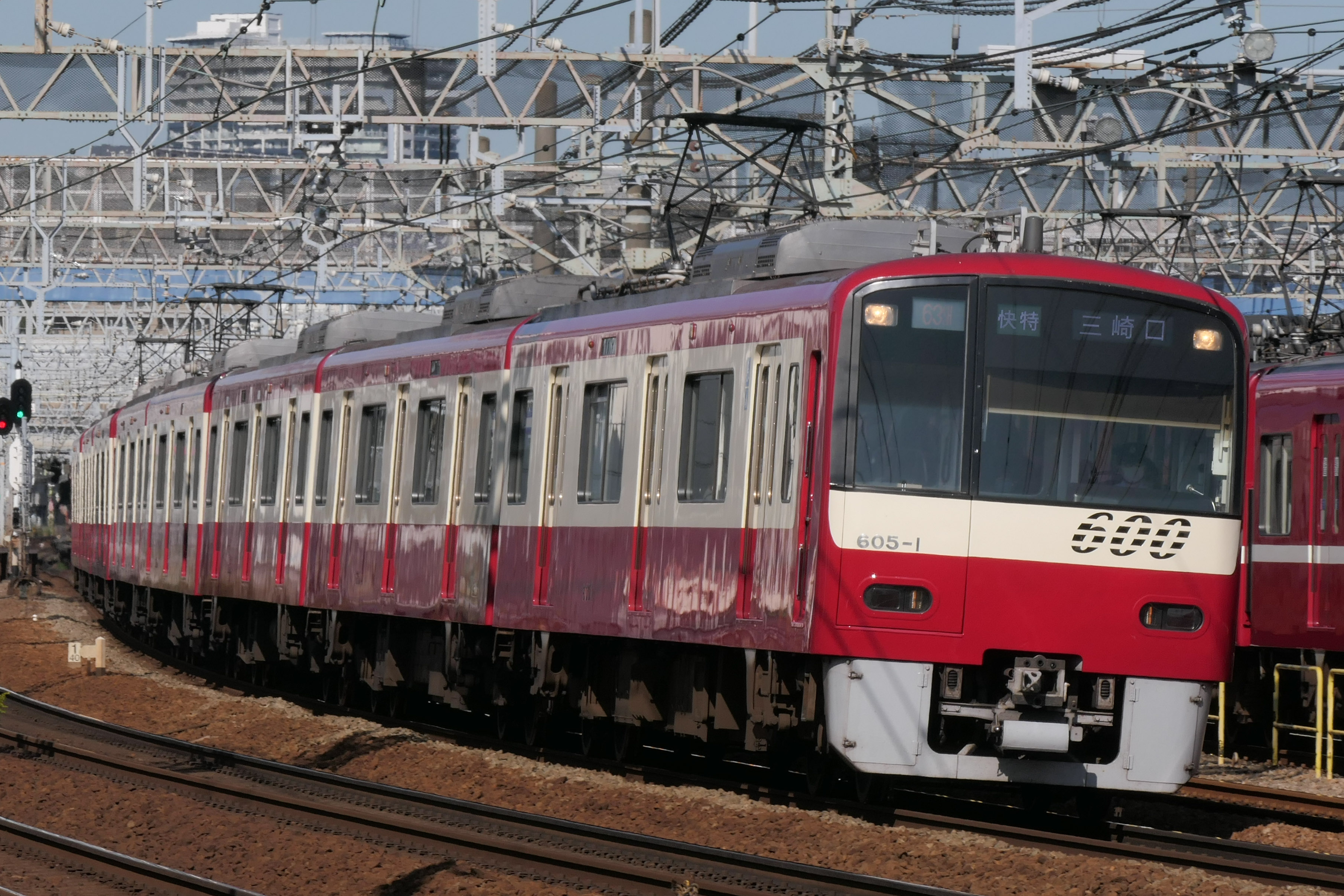
2次車 605編成（塗色変更後 2020年10月）

1次車の使用実績をもとに設計変更が行われ、吊り手の増設など立ち客に配慮した。 1次車の製造当初は日中の快速特急（現在の快特）使用時に中間の客用扉を締め切り扱いにして2000形と同じ2扉車として運用することが考えられていたため、中間の客用扉上部には締め切りであることを表示する装置を装備していたが、不評だったため日中の2扉扱いはすぐに中止され、2次車から本装置は装備されていない（1次車に関しては中央ドアを締め切る機能は残っているが客用扉上部の装置は撤去された）。その他、ワイパーが中央から両側に開く動作から2本が並行に動作するものに変更されている（後に1次車も改造）。603編成は600形では初の東芝製冷房車となった。

### 3次車
| M1c   | M2    | Tu    | Ts    | M1'   | M2'   | M1    | M2c   | CS   | MM   | SIV  | 冷房機 | 製造年月  |
| 606-1 | 606-2 | 606-3 | 606-4 | 606-5 | 606-6 | 606-7 | 606-8 | 東洋 | 東洋 | 東洋 | 東芝   | 1995年6月 |
| 607-1 | 607-2 | 607-3 | 607-4 | 607-5 | 607-6 | 607-7 | 607-8 | 三菱 | 三菱 | 三菱 | 三菱   | 1995年6月 |

2次車に続いて製造された。2次車から設計変更はない。

### 4次車
| デハ600 | サハ600 | サハ600 | デハ600 | デハ600 | サハ600 | サハ600 | デハ600 |      |      |      |        |           |
| Muc     | T       | Tp1     | Mu      | Ms      | T       | Tp1     | Msc     | CS   | MM   | SIV  | 冷房機 | 製造年月  |
| 608-1   | 608-2   | 608-3   | 608-4   | 608-5   | 608-6   | 608-7   | 608-8   | 三菱 | 三菱 | 混載 | 東芝   | 1996年2月 |

| デハ 600 | サハ 600 | サハ 600 | デハ 600 |      |      |      |        |           |
| Muc      | T        | Tp2      | Msc      | CS   | MM   | SIV  | 冷房機 | 製造年月  |
| 651-1    | 651-2    | 651-3    | 651-4    | 東洋 | 三菱 | 三菱 | 三菱   | 1996年3月 |
| 652-1    | 652-2    | 652-3    | 652-4    | 東洋 | 三菱 | 東洋 | 三菱   | 1996年3月 |
| 653-1    | 653-2    | 653-3    | 653-4    | 三菱 | 三菱 | 三菱 | 三菱   | 1996年3月 |
| 654-1    | 654-2    | 654-3    | 654-4    | 東洋 | 三菱 | 三菱 | 三菱   | 1996年4月 |
| 655-1    | 655-2    | 655-3    | 655-4    | 東洋 | 東洋 | 東洋 | 東芝   | 1996年5月 |
| 656-1    | 656-2    | 656-3    | 656-4    | 東洋 | 東洋 | 三菱 | 東芝   | 1996年5月 |

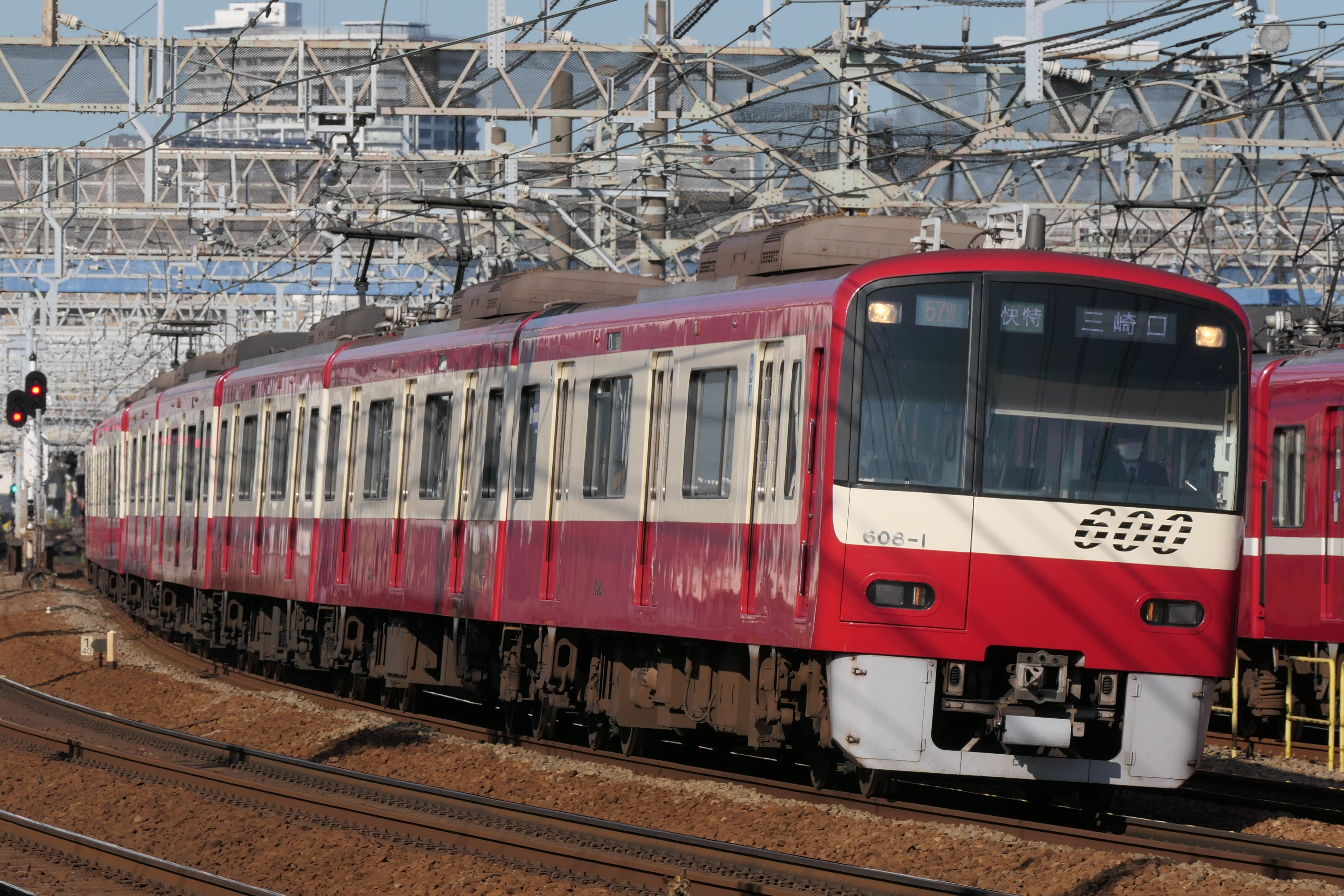
4次車 608編成（2020年10月）

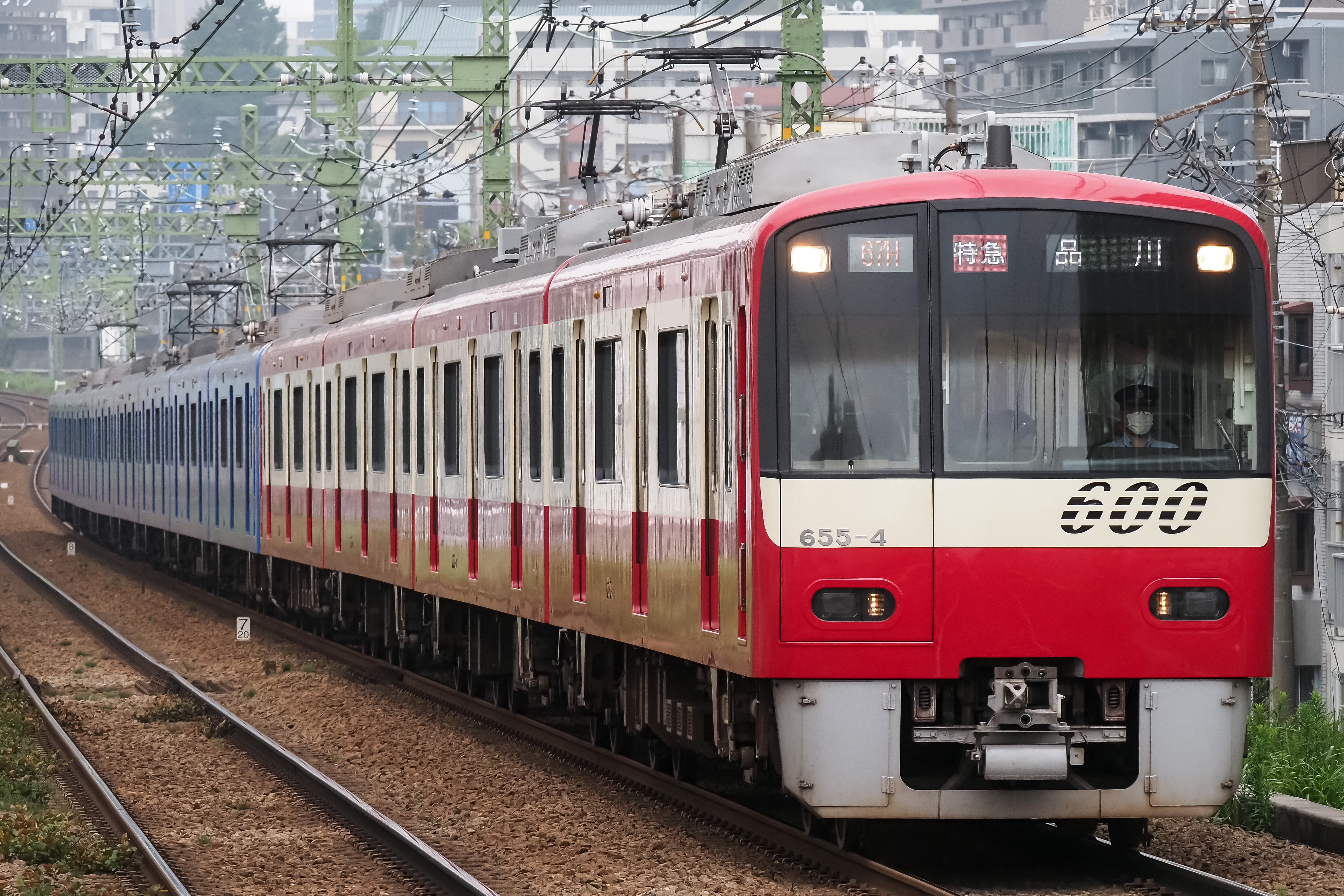
4両固定 655編成（2021年7月）

4両・6両・8両編成に設計変更を行わずに対応できるように機器構成が大幅に変更された。608編成の浦賀方4両の主制御器・SIVは当初東洋製、品川方4両は三菱製であったが、主制御器は後に651編成（元々は三菱製）と振り替えられ三菱製に統一された（後述）。
- 8M/1Cから4M/1C、MT比を3:1から1:1に、主電動機をKHM-600に変更（東洋製TDK6161Aまたは三菱製MB-5070A、出力180 kW、端子電圧1,100 V、電流121 A、周波数60 Hz、定格回転数1,755 rpm）。これに伴い、起動加速度がそれまでの3.5km/h/sから3.3km/h/sに変更。
- 制御装置は東洋製ATR-H4180-RG-656Aまたは三菱製MAP-184-15V61、逆導通GTOサイリスタ素子によるVVVFインバータ制御で1C4M方式を採用。
- 集電装置をシングルアーム形（東洋製PT-7117-A）に変更し、Tp車に2台搭載とした。
- 補助電源装置を75 kVA/2両から150 kVA/4両に変更し、IGBT-SIV（東洋SVH-170-4009AまたはSVH-85W-4008A、または三菱NC-WAT-150A・B）をTp車の山側に搭載した。4両編成のSIVは冗長性確保のため75 kVA2個の回路構成とした。
- 車内座席配置を変更。本形式の特徴だったツイングルシートを廃止し、扉間は2人掛けシートのみとされ、2組を向き合わせの4人席と単独の2人席となった。中央扉部分にも折り畳み式補助椅子が設置された。これに伴い窓配置も変更された。
- 空気圧縮機をC-2000AL レシプロ式に変更し、搭載位置も先頭車及びMs車の山側に変更している。

#### 台車
- 車端ダンパを準備工事のみとした。
- 608編成は「メディアトレイン」と称する液晶ディスプレイを装備していたが[6]、1999年4月に撤去された。
- 台車の軸受ダンパは当初、未設置だったが1996年秋以降に設置された。

この機器構成は後に登場した2100形・新1000形(1・2次車)に引き継がれた。

## 改造

### ワイパーカバー塗装変更

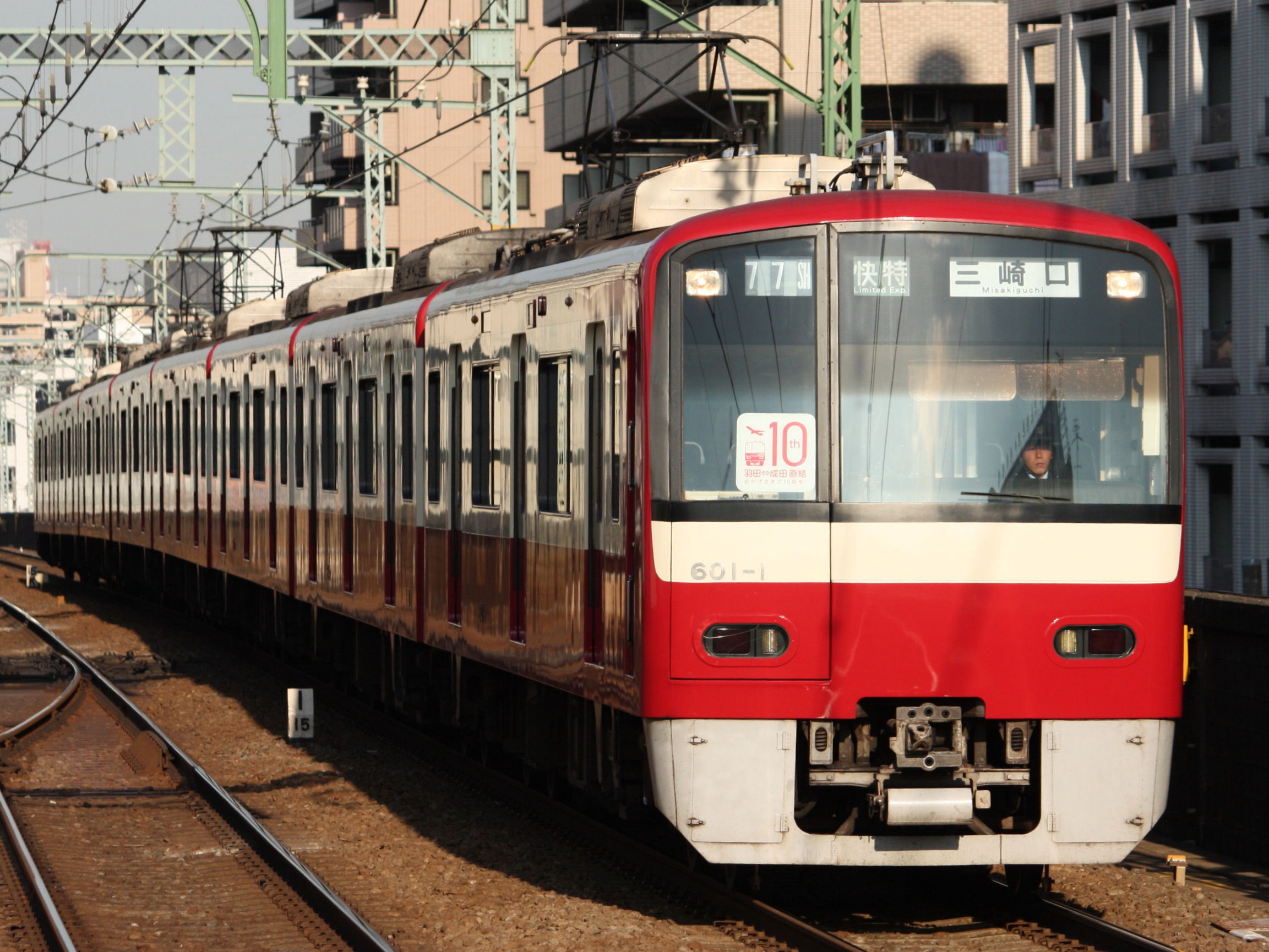
塗色変更後の601編成（2009年1月）

1 - 3次車は前面のワイパーカバー塗装色がイロンデルグレーだったが、視認性向上のため1995年に上縁を黒、それ以外をアイボリーに変更した。4次車は登場時からこの塗装である。

### 試作座席試用
デハ608-1では1996年12月から1998年3月まで試作座席が試用された。海側の座席2脚が固定式と手動転換可能な転換式クロスシートに交換され、座り心地、シートの傷みなどの確認が行われた。

### 車端ダンパ撤去
1-3次車の車端ダンパを1998年6月に撤去した。準備工事だった4次車の関連部品も翌7月に撤去された。その理由は京急空港線京急蒲田駅付近の急曲線通過に支障が出ること、走行時の横揺れの加速度を抑制できなかったこと、走行時の騒音が問題となったためである。

### スカート塗装変更
落成当初、スカートはダークグレーに塗装されていたが、1999年以降、順次明るめのグレーに塗装が変更された。

### 架線観測装置搭載改造
デハ605-1に1500形のデハ1601から移設した架線観測装置を装備する改造が施された。通常は観測用機器は取り外され、観測は通常の営業列車で行われる。

### ツイングルシート固定化改造
座席表地の経時劣化に伴い2002年度から順次座席表布の張り替えが行われ、表地は青系色から赤系色に変更され、ツイングルシートは構造を変更せずに固定化された。翌2003年の施行車以降はヘッドレスト部分の色と材質を変更したが、次項の扉間のロングシート化改造を開始したため打ち切られた。

### ロングシート化改造
2004年度から混雑緩和や経年による可動式座席（ツイングルシート）の保守に手間がかかることから、扉間の座席をロングシート化と、同時にバリアフリー対応改造が実施されている。詳細は以下の通り。
- 扉間座席をロングシートに改造。ロングシートは片持ち式で、座席表布の模様は2000形や新1000形、1500形更新車などと同じである。座席の1人分の掛け幅は455 mmを確保した。この改造により、車両定員が変更されており、詳細は前述の定員表を参照のこと。
- 車端部と運転室後部のクロスシートと車端部の補助椅子は残され、2003年以降のツイングルシート固定化改造車両同様に表布の張り替えが行われた。
- 袖仕切りは新1000形と同じタイプだが、座席間の立席ポスト（握り棒）部に仕切り板は設置していない。さらに荷棚の延長とつり革の増設工事を実施した。
- 従来、座席下に収められていた機器類は、床下と妻面に移動させ、暖房機器は座席つり下げ式に変更した。さらに改造部の内装化粧板と床敷物は全て交換した。
- バリアフリー対応として、ドア上部にLED式の車内案内表示装置を設置。筐体は内装の色合いに合わせて白色である。
- 1500形更新車や新1000形と同様のドアチャイムを設置。
- 転落防止幌の設置。
- 各車両の車両番号表記は壁材の張替を行っていないためプレート板のままである。
- 605編成は改造と同時に各ドア上部に17インチ液晶ディスプレイが2台設置された。

### 方向幕の交換
2005年3月頃から、行先表示器の字幕を従来の黒地白文字からローマ字併記の白地黒文字への交換が順次施行された。

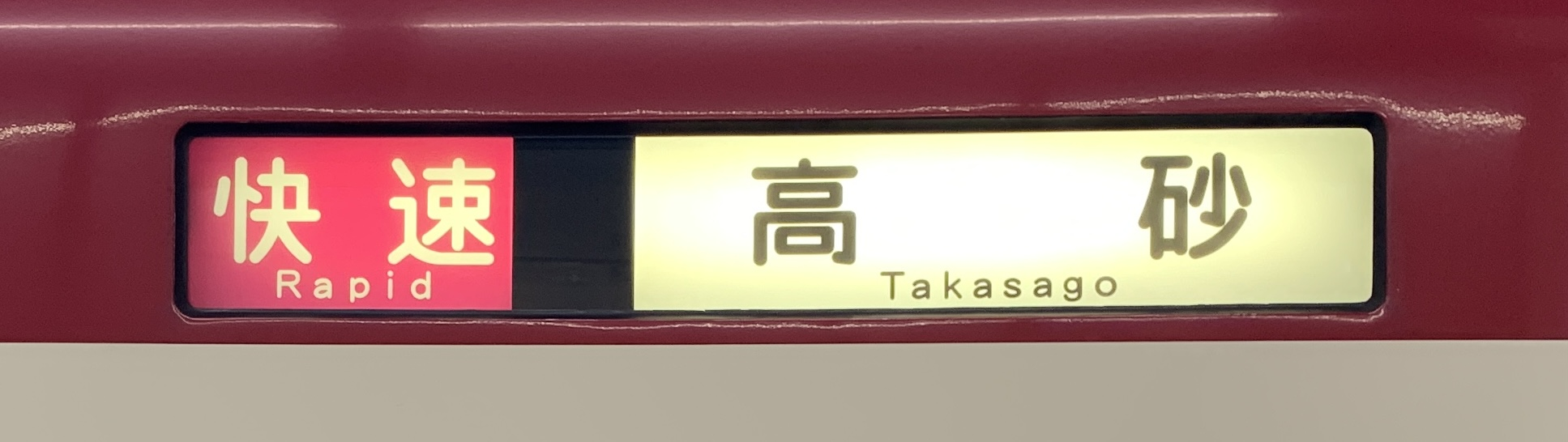
交換された方向幕

### 優先席の増設
優先席は奇数号車品川方山側および偶数号車浦賀方海側に設置されていたが、608編成は2005年10月に扉間の座席を改造された際に優先席が増設され、既存のものと点対称位置のシートも優先席とされた。他の編成も改造（あるいは後述の更新工事）と同時に増設されている。

### ATS更新
京急全線で1号型ATSから高機能ATS（C-ATS装置）が2009年（平成21年）2月14日から使用開始されたため、これに伴う改造工事が全車両に施工された。

### 方向幕のLED化

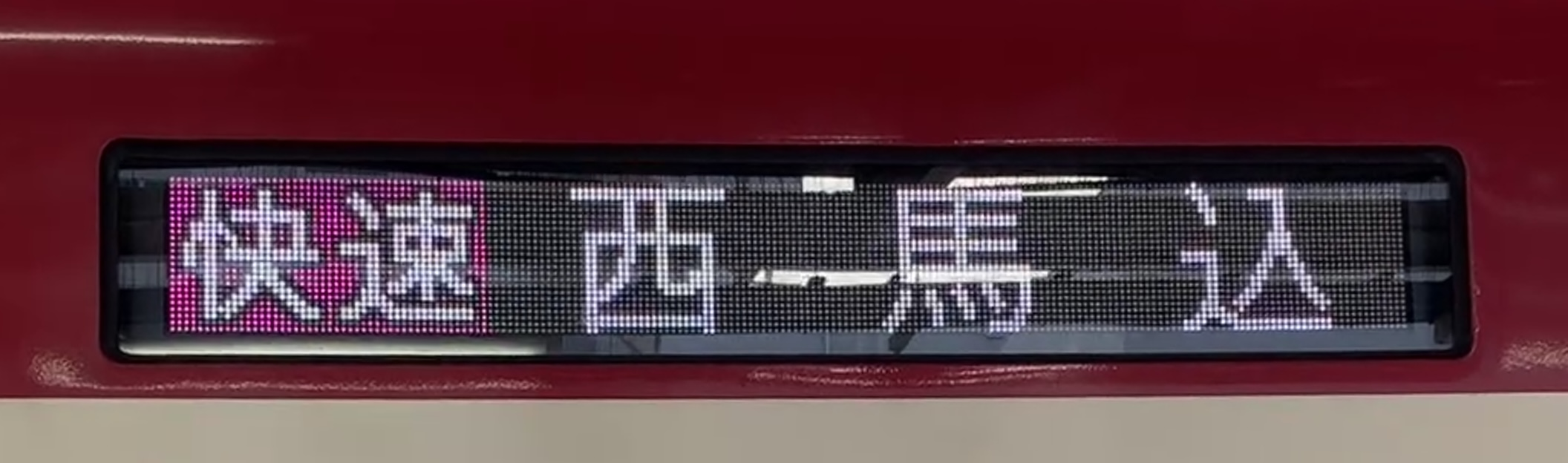
LED化された方向幕

2014年12月頃から、列車無線の変更（空間波無線(SR)方式化）を前に、新型の列車無線関係装置を乗務員室内の方向幕点検蓋付近に搭載するため、前面の方向幕の整備・交換が困難になることから、全車の前面種別・行先表示がフルカラーLEDに変更された。さらに、2024年10月からは側面の方向幕もLED化されるようになり、2025年6月に全編成のLED化が完了した。

## 更新工事

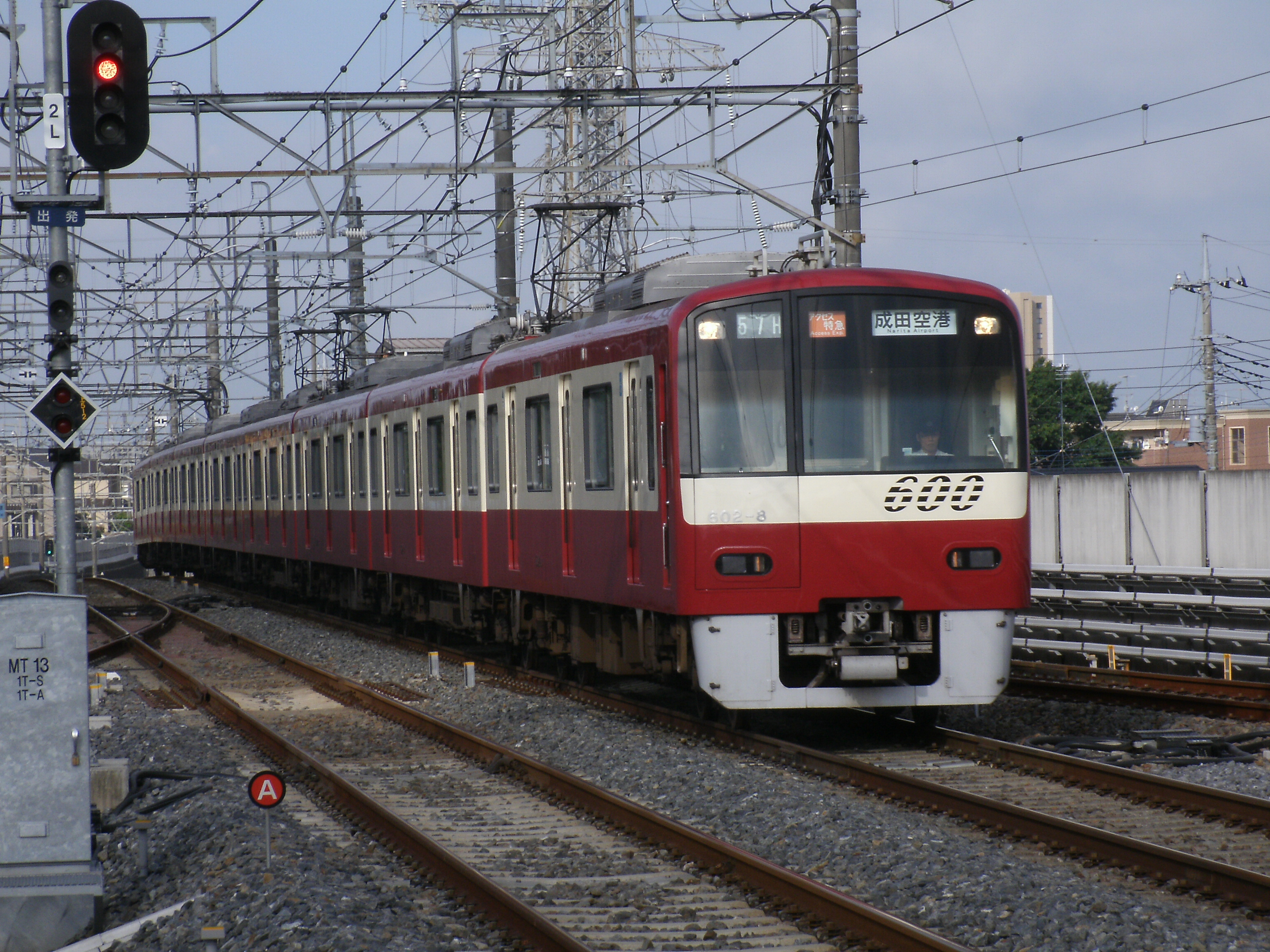
車体更新工事後の602編成
（2010年7月）

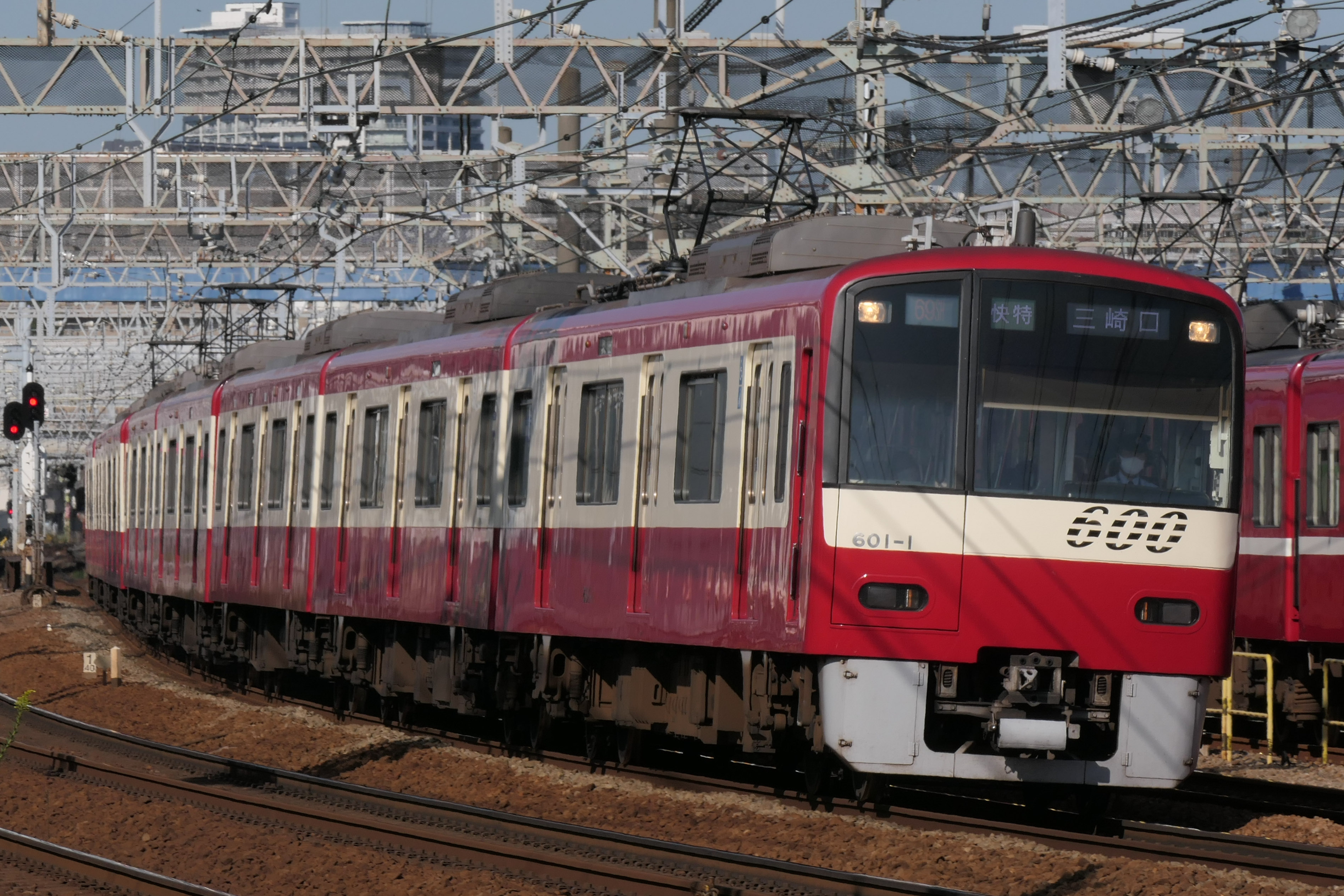
車体更新・方向幕LED化後の601編成（2020年10月）

2009年8月10日に出場した601編成から車体更新工事が施工されている。工事内容は以下の通り。
- ワイパーカバーを2100形や新1000形を基にした形式番号「600」のスリットが入ったものに変更
- スカートを狭幅のものに交換
- 1次車はワイパーの動作方向を変更
- 車端ダンパ取付座、側面サボ受撤去
- 車側灯のLED化
- 冷房装置を8両編成はCU-71F-G2、4両編成はRPU-11027に交換
- 一部内装、床の張替
- 654編成は車内照明をLEDに変更。
- 各ドア上部に2台、17インチ液晶ディスプレイ設置（601編成は液晶ディスプレイが1台になった時に設置された）。

2014年3月の655編成の更新工事施工をもって全車の更新が完了した。606編成は「Keikyu Blue Sky Train」塗装で出場した。また、東洋製と三菱製が混在していた608編成の主制御器は、更新工事の際に三菱製に統一され、代わりに651編成の主制御器が東洋製になっている。

更新後の車内
(2021年12月)

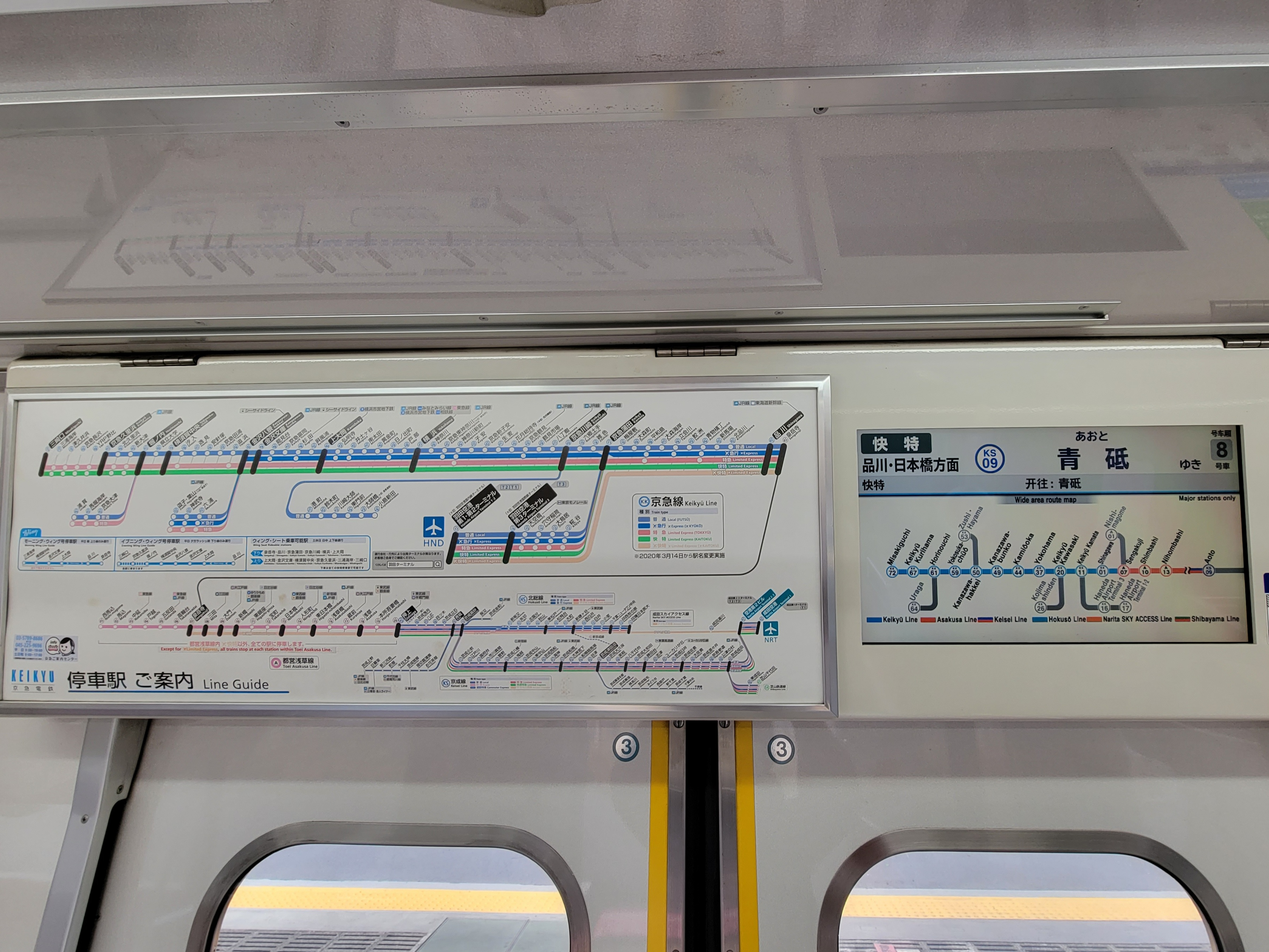
ドア上のLCD式車内案内表示器
(2021年12月)

## 運用
8両編成は主に快特などの優等列車に使用され、都営地下鉄浅草線・京成線・北総線への乗り入れ運用が中心となっている。停車駅予報装置が製造当初から搭載されているため京成本線（京成高砂駅 - 成田空港駅）や京成成田空港線（成田スカイアクセス線）での運行にも対応しており、同線の一般列車であるアクセス特急（京急線・都営浅草線内エアポート快特）として成田空港まで乗り入れる。スカイアクセス直通と京成本線京成高砂以東（京成船橋駅方面）運用は新1000形・1500形も運用に入っている。2015年12月5日ダイヤ改正で、京成本線京成佐倉駅への乗り入れ運用（平日）が復活し、2017年10月28日ダイヤ改正で休日運用も復活した。
4両編成は普通列車や優等列車の増結車など自社線内で運用される。過去に、1998年 - 1999年に「エアポート初日号」として都営浅草線・京成押上線・金町線に乗り入れたことがあり、2002年 - 2003年には「だるまエクスプレス」として大師線に初入線し、現在は1500形の一部編成が廃車になったため、大師線の主力車両になっている。
1500形・2100形・新1000形とも連結が可能で、かつては2000形との連結もあった。
京急社内で使用されている列車の車両組成を表す表には車両の略号は4両編成が「4F」、8両編成が「8F」と表記される。

## ラッピング・特殊塗装など

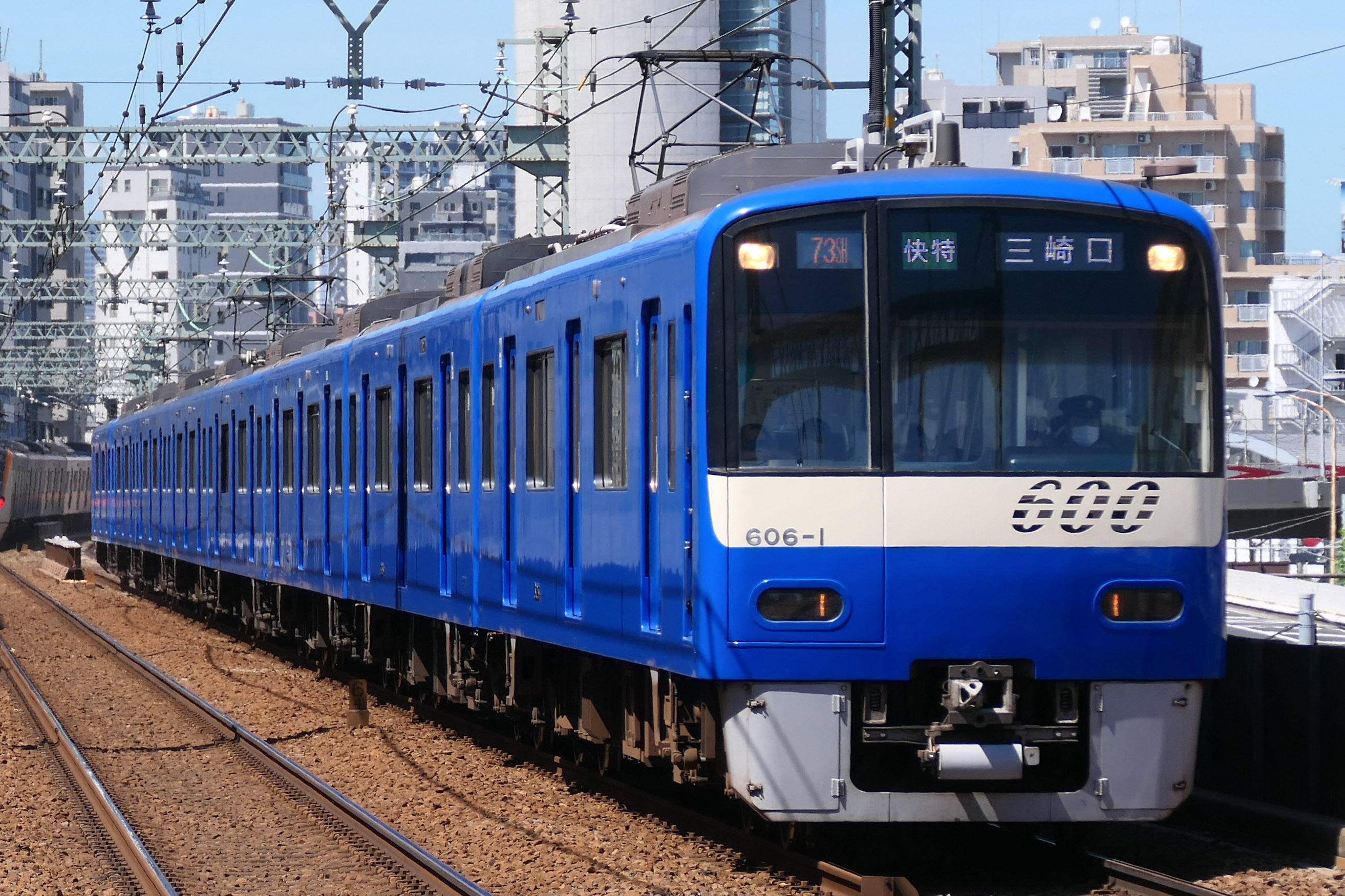
606編成 KEIKYU BLUE SKY TRAIN
（2021年7月18日 大森海岸駅）

606編成はロングシート化改造と同時に車体全体を青く塗装し、2005年3月14日から「KEIKYU BLUE SKY TRAIN」（京急ブルースカイトレイン）として運転されている。通常は広告貸し切り列車として毎回1社の広告だけが車内に掲出されるが、次の取り組みも行われている。
- 同年11月1日から約1ヶ月間は、羽田空港駅開業7周年記念イベント「京急虹計画」の一環として側面に虹のラッピング、前面の白い帯の下に虹のグラデーションが施され、2100形2157編成の「KEIKYU BLUE SKY TRAIN」とともに「レインボートレイン」として運行された。車内には浦賀寄りから総合、富山・石川・広島・香川・長崎・鹿児島・沖縄と車両ごとに7県のPR広告が掲載された。
- 2007年3月16日から5月上旬までは、2010年に中国・上海で開催される上海国際博覧会（上海万博）の宣伝車両とされた。車内には上海の建物や公園の写真が飾られていた。
- 2008年11月18日には羽田空港駅開業と羽田⇔成田直結10周年を記念してラッピングが施された。
- 2009年12月には「12月1日は世界エイズデー」のPR車両とされ、車体には国際連合エイズ合同計画 (UNAIDS) のシンボルマーク「レッドリボン」がラッピングされ、車内にはエイズについての啓発広告が掲出された[14]。
- 2010年7月5日より、「音霊 OTODAMA SEA STUDIO 2010」のPRラッピングを施して運行していた[15]。
- 2011年5月17日から6月30日まで、「京急スマイルGO!（号）」を運行した[16]。
- 2014年9月21日から2015年3月28日まで、「ワンワールド アライアンス ラッピング電車」を運行していた。
  - 日本航空・アメリカン航空・ブリティッシュ・エアウェイズ・S7航空などのワンワールド・アライアンスメンバー合同広告。
  - 2021年9月18日から10月31日まで「マリンパークギャラリー号」として運行した

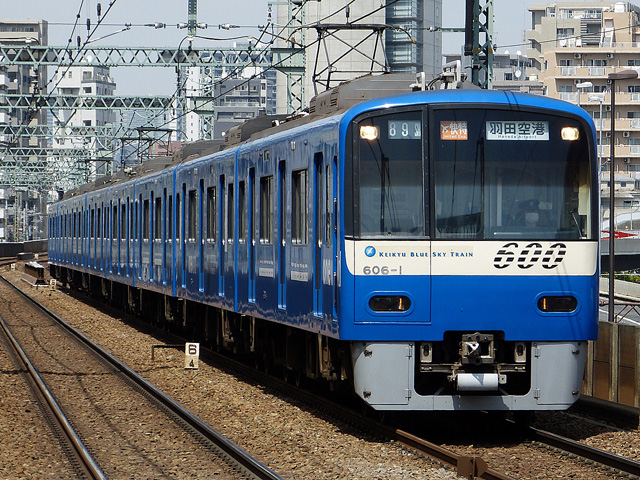
方向幕LED化前の姿 （2013年4月18日 大森海岸駅）
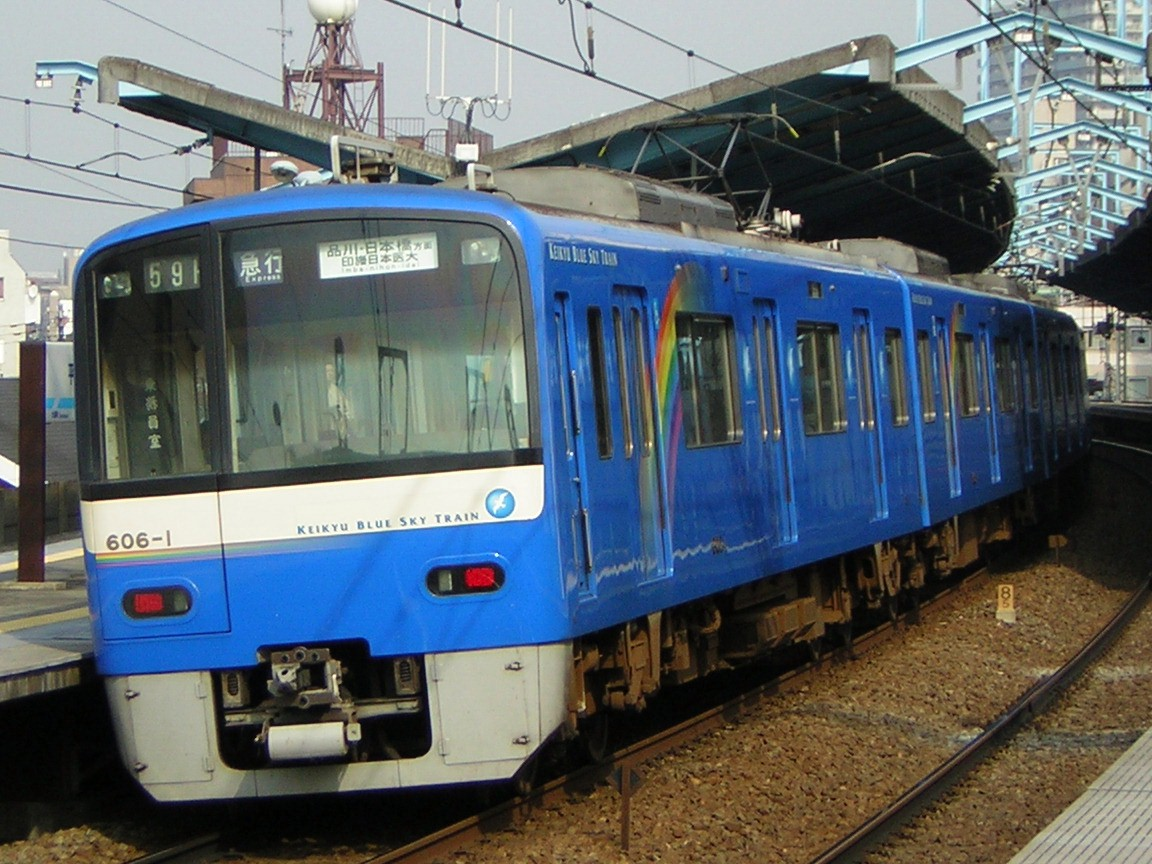
京急レインボートレイン （2005年11月3日 平和島駅）
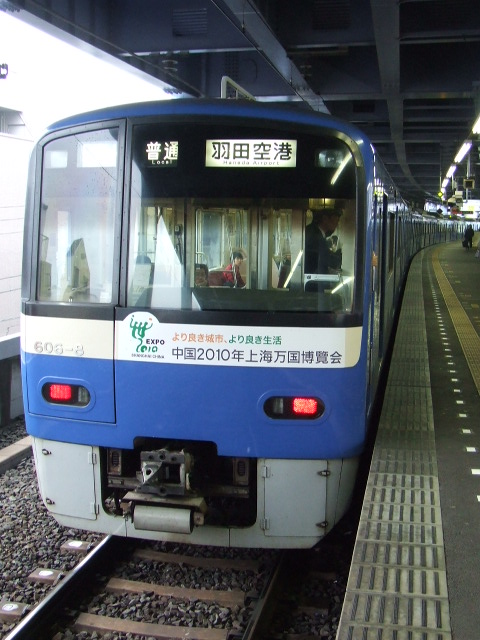
「上海万博」のPRをする606編成 （2007年3月25日 青砥駅）
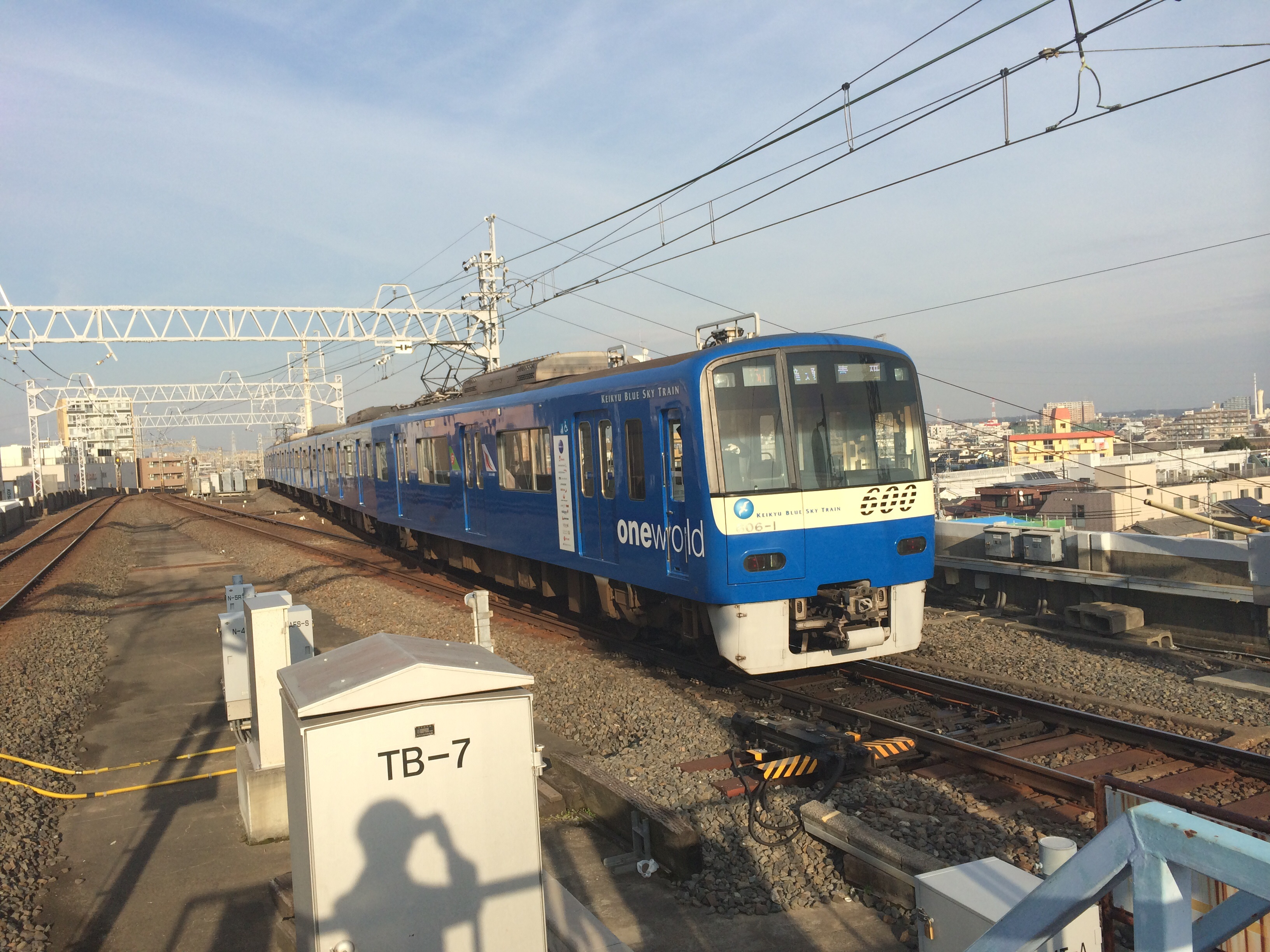
ワンワールド アライアンス電車 （2014年12月28日 青砥駅）
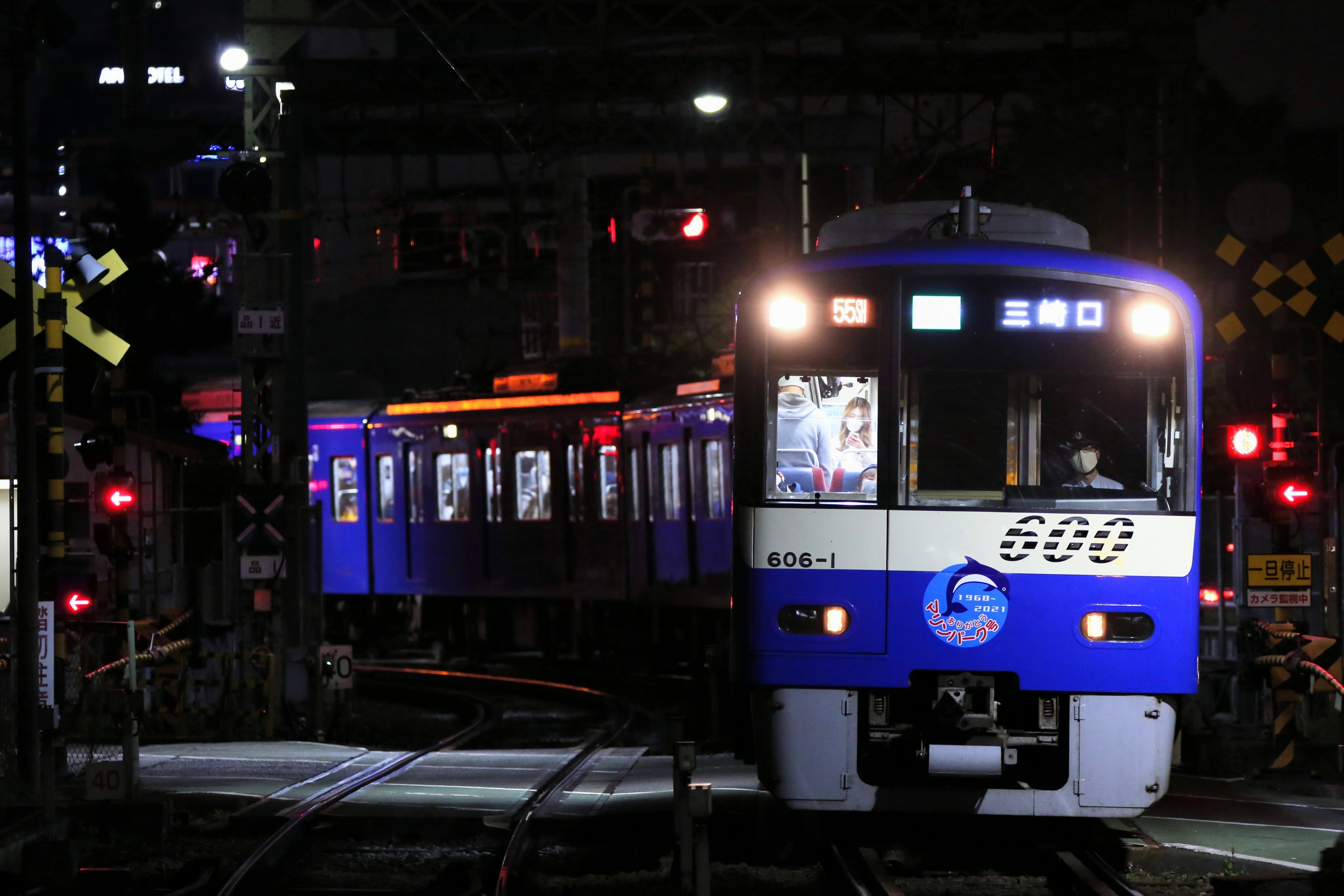
マリンパークギャラリー号